# جاي مايكل إيفانز
جاي مايكل إيفانز هو مصرفي كندي، ولد في 16 أغسطس 1957 في تورونتو في كندا.

## وصلات خارجية
- جاي مايكل إيفانز على موقع الاتحاد الدولي للتجديف (الإنجليزية)
- جاي مايكل إيفانز على موقع أوليمبيديا (الإنجليزية)